# Hamza (nome)
Hamza (in alfabeto arabo: حمزة, propriamente Ḥamza) è un nome proprio di persona arabo maschile.

## Origine e diffusione
Si tratta di un antico nome arabo, portato da Hamza, uno zio del profeta Maometto che perì combattendo durante la battaglia di Uhud.
L'etimologia non è del tutto certa; potrebbe essere basato sul termine arabo ḥamuza, cioè "forte", "saldo", "deciso", o sul verbo correlato ḥamiz ("essere forte"); altre fonti propongono invece come significato "leone".

## Persone
- Hamza ibn Abd al-Muttalib, zio di Maometto
- Hamza Al-Dardour, calciatore giordano
- Hamza Hamzaoğlu, calciatore e allenatore di calcio turco
- Hamza Piccardo, editore italiano
- Hamza Yerlikaya, lottatore turco